# Płoski (województwo dolnośląskie)
Płoski (niem. Pluskau) – wieś w Polsce położona w województwie dolnośląskim, w powiecie górowskim, w gminie Wąsosz.
| SIMC    | Nazwa     | Rodzaj     |
| ------- | --------- | ---------- |
| 0377242 | Kobylniki | przysiółek |

W latach 1975–1998 miejscowość administracyjnie należała do województwa leszczyńskiego.

## Nazwa
Nazwa miejscowości wywodzi się od polskiego słowa "plusk" – cichego nurtu rzeki. Heinrich Adamy w swoim dziele o nazwach miejscowych na Śląsku wydanym w 1888 roku we Wrocławiu jako najstarszą nazwę miejscowości wymienia Pluskowice podając jej znaczenie "Wassergerausch, Wasserfall" czyli "Szmer wody, wodospad". Pierwotna nazwa została później przez Niemców fonetycznie zgermanizowana na Pluskau tracąc swoje pierwotne znaczenie. Po zakończeniu II wojny światowej polska administracja spolonizowała wcześniejszą zgermanizowaną nazwę na Płoski, która w wyniku procesów lingwistycznych utraciła początkowe znaczenie.